# 파예른역
파예른역(프랑스어: Gare de Payerne)은 스위스 보주의 파예른 지자체에 있는 기차역이다. 역은 스위스 연방 철도의 표준궤 프리부르-이베르동 및 팔레지유-리스선의 교차점에 위치한다.

## 운행편
2021년 12월 시간표 변경에 따라 다음 서비스가 파예른에서 정차한다.
- 베른 S-반 S5 : 베른까지 운행된다.
- RER 보 :
  - S8 : 일요일을 제외하고 매시간 팔레지유까지 운행
  - S9 :로잔과 케르저
- RER 프리부르 S30 : 이베르동-레-벵과 프리부르 사이를 30분 간격으로 운행한다.